# ONE Championship
ONE Championship (anteriormente ONE Fighting Championship) es una empresa de deportes de combate con sede en Singapur. Fundada el 14 de julio de 2011 por el empresario Chatri Sityodtong y Víctor Cui el exejecutivo en jefe de ESPN Star Sports, sus eventos presentan peleas de artes marciales mixtas (MMA), submission grappling, kickboxing, muay thai y peleas de lethwei. Con una distribución de su contenido en más de 150 países, ONE Championship se convirtió en una empresa con un valor de más de mil millones de dólares en 2018.

## Historia

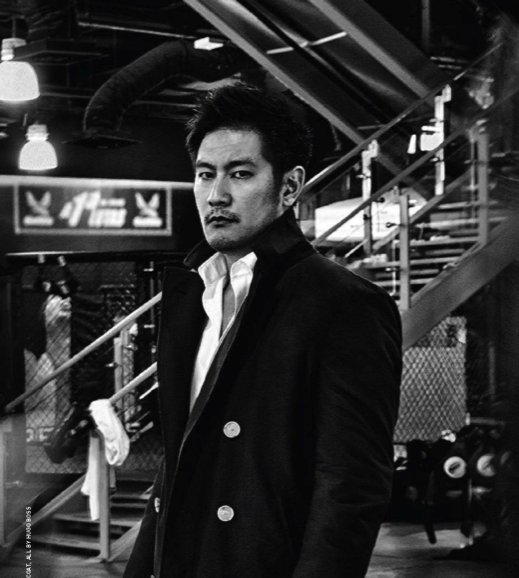
Chatri Sityodtong es un empresario y artista marcial de Tailandia, más conocido como el Fundador, chairman y CEO de ONE Championship.

El primer evento, titulado "ONE Fighting Championship: Champion vs. Champion", se celebró el 3 de septiembre de 2011 y tuvo lugar en el Estadio Cubierto de Singapur con capacidad para 12.000 espectadores. Unos meses más tarde, en enero del año 2012, la organización firma un importante acuerdo con ESPN Star Sports para la retransmisión de sus eventos a través de la televisión durante los próximos diez años, durante el resto del año 2012, la organización con base en Singapur continuó celebrando eventos en diferentes localidades como Kuala Lumpur, Yakarta, Ciudad Quezón o Singapur apostando por la contratación de competidores mediáticos como Bob Sapp, Rolles Gracie, Tim Sylvia, Andrei Arlovski, Bibiano Fernandes, Melvin Manhoef o Shinya Aoki.
A finales de mayo de 2014 la organización anunció que Rich Franklin, excampeón de peso mediano de UFC, había sido nombrado vicepresidente de la empresa.
El 4 de agosto de 2014 Victor Cui confirmó que el campeón mundial de peso wélter de la Organización Mundial de Boxeo, Manny Pacquiao, había comprado un número no revelado de acciones de la compañía. Si bien se entiende que es sólo una pequeña adquisición de acciones, se espera que tenga una gran repercusión que repercuta de manera positiva para el futuro a largo plazo de la organización. Ese mismo año, con el objetivo de impulsar aún más el crecimiento de la organización, firman a nuevos luchadores con reconocida trayectoria como Ben Askren, Brandon Vera, Mark Striegl, Roger Gracie, Luis Santos, James McSweeney o Marat Gafurov.
Tras un año exitoso con eventos en toda Asia, el 19 de diciembre de 2014 se celebró el primer evento en China titulado "ONE FC 24: Dynasty of Champions" en la ciudad de Beijing. Tras el evento Victor Cui anunció que durante el próximo año pretendería expandirse en el mercado chino.
A finales de enero de 2015 la organización anunció que el nombre de ONE Fighting Championship se acortaría pasando a ser ONE Championship durante un proceso de renovación de la marca que se hizo debido a que algunos patrocinadores y socios potenciales tuvieron reparos en asociarse con una organización que contenía la palabra "Fighting" en su marca. Según Victor Cui el cambio de nombre se hizo mayormente por razones lingüísticas y culturales.

### Introducción del submission grappling
En mayo de 2017, una "súper pelea de grappling" con reglas de sólo sumisión fue realizada entre Shinya Aoki y Garry Tonon en Singapur. Eddie Bravo luego anunció que se había sido contactado por ONE para participar en una súper pelea de grappling contra Kazushi Sakuraba.
En enero de 2018, otra "súper pelea de grappling" con reglas de sólo sumisión sucedió entre Shinya Aoki y Marat Gafurov.
En mayo de 2021, ONE Championship anunció que Gordon Ryan haría su debut en ONE Championship en un combate de grappling con Shinya Aoki en agosto de ese año. La pelea fue pospuesta por los problemas de salud de Ryan.
En febrero de 2022, se anunció que Mei Yamaguchi enfrentaría a Danielle Kelly y Reinier de Ridder enfrentaría a André Galvão en combates de grappling el 26 de marzo de 2022, en ONE Championship: X.
Durante la edición 2022 del ADCC, 7 grapplers firmados con ONE participaron en el evento, con Kade Ruotolo coronándose como el campeón más joven de la historia de ADCC. En total, los grapplers de ONE se llevaron 2 medallas de oro, 1 de bronce y la Súper Pelea del evento. Gordon Ryan estableció un récord en el evento siendo el primero en la historia de ADCC en ganar su división y la súper pelea del evento, derrotando por sumisión a André Galvao en la estelar, otro grappler firmado con ONE Championship.

### Primer combate de boxeo
En julio de 2018, se anunció que el campeón mundial de peso supermosca de la WBC Srisaket Sor Rungvisai haría la siguiente defensa de su cinturón en un evento de ONE Championship en su ciudad natal de Bangkok, Tailandia. En lo que sería el primer combate de boxeo de la promoción, ONE colaboró con Nakornloung Promotion para realizar el combate contra Irán Díaz. El combate encabezaría ONE Championship: Kingdom of Heroes el 6 de octubre de 2018. Hasta ahora, este combate se mantiene como la única pelea de boxeo bajo la marca de ONE Championship.

### ONE Lumpinee
Durante una conferencia de prensa llevada a cabo en el Lumpinee Boxing Stadium, Chatri Sityodtong anunció, en asociación con la Real Armada Tailandesa, que ONE Championship comenzaría una nueva línea de eventos llevados a cabo en el histórico Lumpinee Boxing Stadium, empezando en 2023, con al menos 52 eventos durante el año. Los eventos presentarán principalmente peleas de Muay thai, pero también contarán con algunas peleas de MMA, kickboxing y de submission grappling. Los eventos de ONE Lumpinee serán transmitidos a 154 países mediante los socios de transmisión de la promoción.

## Reglas

### Artes marciales mixtas
ONE Championship usa el Reglamento de Artes Marciales Global, que "combina lo mejor de las prácticas de Asia y lo mejor de las no-asiáticas". La duración de los combates varía, dependiendo de si es por un título de campeonato. En todas las peleas, cada asalto no puede superar los cinco minutos. Las peleas no-titulares tienen un máximo de tres asaltos, con un minuto de descanso entre asaltos, pero los combates de campeonato tienen un máximo de cinco asaltos.
La victoria se logra por uno de los siguientes medios; nocaut, sumisión, sumisión verbal, nocaut técnico por parada del réferi, paro de la esquina, o por decisión de los jueces. Tres jueces juzgan la pelea en su totalidad, no asalto por asalto, utilizando los siguientes criterios en orden descendente de importancia:
- Cerca del nocaut o de la sumisión
- Daño (interno, acumulado, superficial)
- Combinaciones de golpes y control de la jaula (control en el suelo, superioridad de posición)
- Derribos conseguidos o defensa de derribos
- Agresión

Se consideran ilegales los golpes a la ingle, garganta, tráquea, nuca, cuello o columna. También se consideran ilegales los pisotones a la cabeza de un oponente derribado, la manipulación de articulaciones pequeñas, los cabezazos, los tirones de pelo, los piquetes en los ojos, la inserción en orificios, los escupitajos, y agarrar la reja de la jaula. Los derribos no deben dar como resultados "pile drivers a la cabeza o el cuello". Las soccer kicks a la cabeza de un oponente derribado eran previamente permitidas en ONE, inicialmente por una regla de ataque abierto, que requería que los peleadores pidieran permiso al réferi antes de usarlas. En septiembre de 2012, la compañía adoptó las reglas de PRIDE Fighting Championships sobre la técnica, permitiendo que los peleadores usen las soccer kicks sin tener que perdir permiso al réferi. Las soccer kicks fueron prohibidas en su totalidad en agosto de 2016 como parte de los planes de expansión mundial de la compañía. Sityodtong comentó que a pesar de que los estudios mostraban que las soccer kicks eran lo mismo que una patada a la cabeza a un oponente de pie porque no se puede generar más fuerza de pivote, la técnica invita a la "mala publicidad".

### Kickboxing y Muay Thai
Los combates de ONE Super Series se disputan en tres asaltos de tres minutos cada uno, con la peleas titulares siendo a cinco asaltos. Las peleas son juzgadas usando el sistema de diez puntos.
Las peleas pueden ser ganadas por:
- Nocaut, resultando en el oponente siendo incapaz de superar la cuenta de 10 por:
  - Puñetazo
  - Patada
  - Rodillazo
  - Codo (solo en combates de Muay Thai)
  - Lance legal (solo en combates de Muay Thai)
- Nocaut técnico por:
  - Cuatro knockdowns en una pelea
  - Tres knockdowns en un asalto
  - Paro del réferi o del médico
  - Retiro verbal del oponente
- Decisión de los jueces
  - Decisión unánime (los tres jueces puntuaron la pelea en favor de un peleador)
  - Decisión dividida (dos jueces puntuaron la pelea en favor de un peleador, un juez puntuó la pelea en favor del otro peleador)
  - Decisión mayoritaria (dos jueces puntuaron la pelea en favor de un peleador, un juez puntuó un empate)
- Decisión técnica
- Descalificación

Los combates de ONE Super Series, tanto kickboxing como Muay Thai, son juzgados basados en los siguientes criterios:
- Knockdowns
- Daño (interno, acumulado, y superficial)
- Número de golpes limpios
- Control de la jaula (Superioridad de posición)
- Agresión

El kickboxing de ONE Super Series adopta las reglas orientales, más conocido como las reglas de K-1. En kickboxing, los peleadores usan guantes de boxeo, con los peleadores de 65.8 kilogramos o menos usando guantes de 8 onzas y los peleadores sobre 65.8 kilogramos usando guantes de 10 onzas.
El Muay Thai de ONE Super Series permite los codos, el clinch, las barridas y los lances. Adicionalmente, los peleadores usan guantes abiertos de 4 onzas en oposición a los guantes de boxeo.

### Submission grappling
Inicialmente, los combates de grappling de ONE estaban pactados a doce minutos, siendo la única vía de victoria la sumisión, debiendo ser declarados un empate si luego de los doce minutos no se hubiera conseguido ninguna sumisión.
El 18 de abril de 2022, el CEO de ONE Championship Chatri Sityodtong anunció un cambio en el reglamento de grappling de ONE, los combate ahora podrían ser ganados por decisión. El tiempo a su vez fue reducido a diez minutos. Si ninguno de los combatientes lograba una sumisión al final de los diez minutos, se determinaría un ganador basado en el "número de intentos de sumisión genuinos". La evasión resultará en la emisión de una tarjeta amarilla. El nuevo reglamento entró en vigencia el 20 de mayo de 2022.

## Divisiones de peso
ONE Championship actualmente usa 10 clases de peso diferentes:
| Nombre la categoría de peso | Límite superior | Límite superior    | Límite superior | Sexo                 |
| Nombre la categoría de peso | en libras (lb)  | en kilogramos (kg) | en stone (st)   | Sexo                 |
| --------------------------- | --------------- | ------------------ | --------------- | -------------------- |
| Peso átomo                  | 115             | 52.2               | 8.2             | Femenina             |
| Peso paja                   | 125             | 56.7               | 8.9             | Masculino / Femenina |
| Peso mosca                  | 135             | 61.2               | 9.6             | Masculino / Femenina |
| Peso gallo                  | 145             | 65.8               | 10.4            | Masculino / Femenina |
| Peso pluma                  | 155             | 70.3               | 11.1            | Masculino            |
| Peso ligero                 | 170             | 77.1               | 12.1            | Masculino            |
| Peso wélter                 | 185             | 83.9               | 13.2            | Masculino            |
| Peso mediano                | 205             | 93                 | 14.6            | Masculino            |
| Peso Semipesado             | 225             | 102.1              | 16.1            | Masculino            |
| Peso pesado                 | 265             | 120.2              | 18.9            | Masculino            |

A diferencia de la mayoría de organizaciones de MMA, estos límites de peso están basados en el "peso en el que se camina", en lugar de pesajes antes de la pelea.

## Eventos
Categoría: - 2022 en ONE Championship - 2023 en ONE Championship

### ONE Warrior Series
En noviembre de 2017, se anunció que el vicepresidente de ONE Rich Franklin lideraría una competición llamada ONE Warrior Series, buscando prospectos de artes marciales en Asia. El premio siendo un contrato de 6 cifras con la organización, con el ganador siendo determinado basado en su actuación en vez de su victoria.

### ONE Super Series
El 12 de febrero de 2018, ONE Championship anunció que establecería ONE Super Series, presentando peleas de Kickboxing y Muay Thai. El primer evento que presentaba pelea de Muay Thai y Kickboxing fue ONE: Heroes of Honor en Manila el 20 de abril de 2018. La promoción firmó a notables nombre como Giorgio Petrosyan, Nong-O Gaiyanghadao y Fabio Pinca. Desde la introducción de ONE Super Series, algunos de los eventos han usado un ring de 5 cuerdas, en vez de la característica jaula circular de ONE, la cual había sido usada exclusivamente hasta 2018. Las peleas de kickboxing de ONE Super Series adoptan las reglas orientales. Desde el 2020, las peleas de kickboxing de ONE Super Series utilizan guantes de boxeo. En las peleas de Muay Thai de ONE Super Series se utilizan guantes abiertos de 4 onzas. El primer evento de ONE en consistir solamente en combates de ONE Super Series fue ONE Championship: Immortal Triumph en la Ciudad Ho Chi Minh el 6 de septiembre de 2019.
Desde diciembre de 2021, ONE Championship mantiene en su plantilla a 3 de los 10 mejores kickboxers libra por libra del mundo según Combat Press, y a 5 de los mejores de los 10 mejores según Beyond Kickboxing.

## Equipo ejecutivo y de producción
El equipo ejecutivo de ONE estuvo inicialmente integrado por su chairman Chatri Sityodtong mientras que el CEO Internacional era Víctor Cui (antes de su salida de la empresa en febrero de 2022) quien solía ser un alto ejecutivo en ESPN Star Sports. Los combates son realizados por el matchmaker y Vicepresidente de Operaciones, Matt Hume.
En 2014, Rich Franklin se convirtió en su vicepresidente. Los reféris incluyen a Olivier Coste, Mohamad Sulaiman, Yuji Shimada, Kemp Cheng y a Justin Brown para los combates de MMA, y a Atsushi Onari y Elías Dolaptsis para los combates de ONE Super Series.
Los comentadores de regulares para la transmisión televisiva son Michael Schiavello y Mitch Chilson, aunque Josh Thomson, Jason Chambers, Bas Rutten, Renzo Gracie y Marcus Almeida han aparecido como comentaristas invitados. Dominic "Dom" Lau es la voz de la jaula, encargado de presentar los combates y anunciar los resultados oficiales, mientras que Nora Chompunich es la encargada de anunciar la salida de los peleadores al círculo de ONE. Nam En Ju, Siena, Lee Ji Na, Kim Ji Na, Chun Se Ra, Eun Ji Ye y Choi Ye Rok son las ring girls.

## Roster

### Salarios de los Peleadores
Los salarios de peleadores en Asia no son divulgados públicamente, a diferencia de en los Estados Unidos, por lo que las bolsas de los peleadores de ONE Championship no son de dominio público. Sin embargo, en enero de 2014, Ben Askren reveló que recibía un mínimo de $50.000 por pelea con un bono de victoria de $50.000.
Un bono en dinero llamado el «Bono del Guerrero de ONE» fue introducido el 9 de julio de 2014 e implementado por primera vez en ONE Fighting Championship: War of Dragons el 11 de julio de 2014.
Un premio de $50.000 es dado al final de los eventos (muchas veces durante la entrevista posterior a la pelea) al peleador que haya impresionado más en términos de:
- Emocionar a los aficionados con acción sensacional;
- Demostrar un increíble espíritu guerrero;
- exhibir una increíble habilidad, y;
- realizar una finalización fenomenal.

Víctor Cui declaró que lo siguiente sobre la implementación de los bonos: "Para todos los eventos, la barra será muy alta. Si algunos peleadores me impresionan, les daré el bono a esos peleadores. Si nadie me impresiona, nadie lo recibirá. Las actuaciones extraordinarias merecen recompensas extraordinarias. Las actuaciones ordinarias merecen recompensas ordinarias."
El "Bono del Guerrero de ONE" de $50.000 fue reintroducido en enero de 2022, con un mínimo de un bono y un máximo de cinco bonos por evento.

## Campeones actuales

### Hombres
| División                          | Campeón                             | Desde                                           | Defensas | Récord    | Siguiente Pelea                     |
| MMA                               | MMA                                 | MMA                                             | MMA      | MMA       | MMA                                 |
| --------------------------------- | ----------------------------------- | ----------------------------------------------- | -------- | --------- | ----------------------------------- |
| Peso Pesado 265 lb (120,2 kg)     | Anatoliy Malykhin                   | 23 de junio de 2023 (ONE Fight Night 12)        | 0        | 14–0–0    | TBA                                 |
| Peso Semipesado 225 lb (102,1 kg) | Anatoliy Malykhin                   | 3 de diciembre de 2022 (ONE on Prime Video 5)   | 0        | 14–0–0    | TBA                                 |
| Peso Mediano 205 lb (93,0 kg)     | Anatoliy Malykhin                   | 1 de marzo de 2024 (ONE 166:Qatar)              | 0        | 14–0–0    | TBA                                 |
| Peso Wélter 185 lb (83,9 kg)      | Christian Lee                       | 19 de noviembre de 2022 (ONE on Prime Video 4)  | 0        | 17–4–0    | TBA                                 |
| Peso Ligero 170 lb (77,1 kg)      | Christian Lee                       | 26 de agosto de 2022 (ONE 160)                  | 0        | 17–4–0    | TBA                                 |
| Peso Pluma 155 lb (70,3 kg)       | Tang Kai                            | 26 de agosto de 2022 (ONE 160)                  | 1        | 16–2–0    | TBA                                 |
| Peso Gallo 145 lb (65,8 kg)       | Fabricio Andrade                    | 25 de febrero de 2023 (ONE Fight Night 7)       | 0        | 9–2 (1)   | TBA                                 |
| Peso Mosca 135 lb (61,2 kg)       | Demetrious Johnson                  | 27 de agosto de 2022 (ONE on Prime Video 1)     | 1        | 25–4–1    | TBA                                 |
| Peso Paja 125 lb (56,7 kg)        | Joshua Pacio                        | 1 de marzo de 2024 (ONE 166:Qatar)              | 0        | 22-4      | TBA                                 |
| Kickboxing                        |                                     |                                                 |          |           |                                     |
| Peso Semipesado 225 lb (102,1 kg) | Roman Kryklia                       | 16 de noviembre de 2019 (ONE: Age of Dragons)   | 2        | 49–7–0    | TBA                                 |
| Peso Ligero 170 lb (77,1 kg)      | Regian Eersel                       | 17 de mayo de 2019 (ONE: Enter the Dragon)      | 4        | 58–4–0    | TBA                                 |
| Peso Pluma 155 lb (70,3 kg)       | Chingiz Allazov                     | 14 de enero de 2023 (ONE Fight Night 6)         | 0        | 60–5–1    | TBA                                 |
| Peso Gallo 145 lb (65,8 kg)       | Jonathan Haggerty                   | 6 de octubre de 2023                            | 0        | 22-4      | TBA                                 |
| Peso Mosca 135 lb (61,2 kg)       | Superlek Kiatmuu9                   | 14 de enero de 2023 (ONE Fight Night 6)         | 1        | 133–29–4  | TBA                                 |
| Peso Paja 125 lb (56,7 kg)        | Jonathan Di Bella                   | 21 de octubre de 2022 (ONE 162)                 | 0        | 11–0      | TBA                                 |
| Muay Thai                         |                                     |                                                 |          |           |                                     |
| Peso Pesado 265 lb (120,2 kg)     | Roman Kryklia                       | 9 de diciembre de 2023 (ONE Fight Night 17)     | 0        | 48–7–0    | TBA                                 |
| Peso Ligero 170 lb (77,1 kg)      | Regian Eersel                       | 21 de octubre de 2022 (ONE on Prime Video 3)    | 2        | 60–4      | TBA                                 |
| Peso Pluma 155 lb (70,3 kg)       | Tawanchai P.K. Saenchai Muaythaigym | 29 de septiembre de 2022 (ONE 161)              | 0        | 129–31–3  | TBA                                 |
| Peso Gallo 145 lb (65,8 kg)       | Jonathan Haggerty                   | 22 de abril de 2023 (ONE Fight Night 9)         | 1        | 21–4      | TBA                                 |
| Peso Mosca 135 lb (61,2 kg)       | Rodtang Jitmuangnon                 | 2 de agosto de 2019 (ONE: Dawn of Heroes)       | 5        | 271–42–10 | TBA                                 |
| Peso Paja 125 lb (56,7 kg)        | Prajanchai P.K.Saenchaimuaythaigym  | 22 de diciembre de 2022 (ONE Friday Fights 46)  | 0        | 340–52–3  | TBA                                 |
| Submission Grappling              |                                     |                                                 |          |           |                                     |
| Peso Wélter 185 lb (83,9 kg)      | Tye Ruotolo                         | 4 de noviembre de 2023 (ONE Fight Night 16)     | 0        | 31–10     | TBA                                 |
| Peso Ligero 170 lb (77,1 kg)      | Kade Ruotolo                        | 21 de octubre de 2022 (ONE on Prime Video 3)    | 1        | 27–4      | ONE Fight Night 11 - Tommy Langaker |
| Peso Mosca 135 lb (61,2 kg)       | Mikey Musumeci                      | 30 de septiembre de 2022 (ONE on Prime Video 2) | 2        | 63–5      | TBA                                 |

### Mujeres
| División                    | Campeona                  | Desde                                         | Defensas | Récord  | Siguiente Pelea |
| MMA                         | MMA                       | MMA                                           | MMA      | MMA     | MMA             |
| --------------------------- | ------------------------- | --------------------------------------------- | -------- | ------- | --------------- |
| Peso Paja 125 lb (56,7 kg)  | Xiong Jing Nan            | 20 de enero de 2018 (ONE: Kings of Courage)   | 7        | 18–2–0  | TBA             |
| Peso Átomo 115 lb (52,2 kg) | Stamp Fairtex             | 29 de septiembre de 2023 (ONE Fight Night 14) | 0        | 11–2–0  | TBA             |
| Kickboxing                  |                           |                                               |          |         |                 |
| Peso Átomo 115 lb (52,2 kg) | Phetjeeja Lukjaoporongtom | 8 de marzo de 2024 (ONE Fight Night 20)       | 0        | 208 – 6 | TBA             |
| Muay Thai                   |                           |                                               |          |         |                 |
| Peso Paja 125 lb (56,7 kg)  | Smilla Sundell            | 22 de abril de 2022 (ONE 156)                 | 0        | 33–5–1  | TBA             |
| Peso Átomo 115 lb (52,2 kg) | Allycia Hellen Rodrigues  | 28 de agosto de 2020 (ONE: A New Breed)       | 1        | 32–5–0  | TBA             |
| Submission Grappling        |                           |                                               |          |         |                 |
| Peso Átomo 115 lb (52,2 kg) | Danielle Kelly            | 30 de septiembre de 2023 (ONE Fight Night 14) | 0        | 20–9–1  | TBA             |

## Ganadores de torneos

### Campeones del Grand Prix de ONE
| División                 | Peso            | Campeón            | Desde el                                      |
| ------------------------ | --------------- | ------------------ | --------------------------------------------- |
| Peso gallo               | 66 kg (145 lb)  | Masakatsu Ueda     | 31 de mayo de 2013 (ONE FC: Rise to Power)    |
| Peso Mosca               | 61 kg (134 lb)  | Demetrious Johnson | 13 de octubre de 2019 (ONE: Century - Part 1) |
| Peso ligero              | 77 kg (169 lb)  | Christian Lee      | 13 de octubre de 2019 (ONE: Century - Part 1) |
| Peso pluma (Kickboxing)  | 70 kg (154 lb)  | Giorgio Petrosyan  | 13 de octubre de 2019 (ONE: Century - Part 1) |
| Peso pluma (Kickboxing)  | 70 kg (154 lb)  | Chingiz Allazov    | 26 de marzo de 2022 (ONE: X)                  |
| Peso átomo               | 52 kg (114 lb)  | Stamp Fairtex      | 3 de diciembre de 2021 (ONE: Winter Warriors) |
| Peso pesado (Kickboxing) | 120 kg (264 lb) | Roman Kryklia      | 19 de noviembre de 2022 (ONE 163)             |

### Campeones Nacionales de Malasia
| División   | Peso           | Campeón          | Desde el                                         |
| ---------- | -------------- | ---------------- | ------------------------------------------------ |
| Peso pluma | 66 kg (145 lb) | A.J. Lias Mansor | 15 de noviembre de 2013 (ONE FC: Warrior Spirit) |

### Campeones del Gran Premio de Camboya
| División   | Peso           | Campeón    | Desde el                                               |
| ---------- | -------------- | ---------- | ------------------------------------------------------ |
| Peso pluma | 66 kg (145 lb) | Samang Dun | 12 de septiembre de 2014 (ONE FC: Rise of the Kingdom) |

### Campeones Nacionales de Beijing
| División   | Peso           | Campeón        | Desde el                                                            |
| ---------- | -------------- | -------------- | ------------------------------------------------------------------- |
| Peso pluma | 66 kg (145 lb) | Li Kai Wen     | 19 de diciembre de 2014 (ONE FC: Dynasty of Champions (Beijing))    |
| Peso mosca | 57 kg (125 lb) | Wei Bin Li     | 19 de diciembre de 2014 (ONE FC: Dynasty of Champions (Beijing))    |
| Peso pluma | 70 kg (154 lb) | Huang Di Yuan  | 20 de junio de 2015 (ONE: Dynasty of Champions (Guangzhou))         |
| Peso mosca | 57 kg (125 lb) | Wu Ze          | 20 de junio de 2015 (ONE: Dynasty of Champions (Guangzhou))         |
| Peso pluma | 70 kg (154 lb) | Yang Sen       | 21 de noviembre de 2015 (ONE FC: Dynasty of Champions (Beijing II)) |
| Peso gallo | 66 kg (145 lb) | Ma Hao Bin     | 23 de enero de 2016 (ONE: Dynasty of Champions (Changsha))          |
| Peso mosca | 57 kg (125 lb) | Huo You Xia Bu | 2 de julio de 2016 (ONE: Dynasty of Champions (Anhui))              |

### Campeones Nacionales de Birmania
| División    | Peso           | Campeón         | Desde el                                       |
| ----------- | -------------- | --------------- | ---------------------------------------------- |
| Peso pluma  | 66 kg (145 lb) | Tha Pyay Nyo    | 18 de julio de 2015 (ONE: Kingdom of Warriors) |
| Peso ligero | 77 kg (169 lb) | Thway Thit Aung | 18 de julio de 2015 (ONE: Kingdom of Warriors) |
| Peso pluma  | 66 kg (145 lb) | Phoe Thaw       | 7 de octubre de 2016 (ONE: State of Warriors)  |

## Récords de ONE Championship
| Récord                                   | Peleador                                 | Number             |
| ---------------------------------------- | ---------------------------------------- | ------------------ |
| Peleador más joven en debutar en ONE     | Victoria Lee                             | 16 años, 9 meses   |
| Peleador más viejo en debutar en ONE     | Renzo Gracie                             | 52 años, 4 meses   |
| Campeón más joven                        | Smilla Sundell                           | 17 años, 5 meses   |
| Campeón más viejo                        | Brandon Vera                             | 38 años, 2 meses   |
| Reinado de Campeonato más largo          | Angela Lee                               | 3233 días (actual) |
| Retador titular más joven                | Christian Lee                            | 20 años, 10 meses  |
| Retador titular más viejo                | Jadamba Narantungalag                    | 43 años, 3 meses   |
| Mayor cantidad de reinados titulares     | Adriano Moraes                           | 3                  |
| Mayor cantidad de peleas                 | Eduard Folayang                          | 23                 |
| Mayor cantidad de victorias              | Christian Lee                            | 17                 |
| Mayor cantidad de finalizaciones         | Christian Lee                            | 16                 |
| Mayor cantidad de nocauts                | Christian Lee                            | 12                 |
| Mayor cantidad de sumisiones             | Shinya Aoki & Alex Silva                 | 9                  |
| Mayor cantidad de victorias por decisión | Rodtang Jitmuangnon                      | 10                 |
| Mayor cantidad de victorias titulares    | Bibiano Fernandes                        | 11                 |
| Mayor cantidad de peleas titulares       | Bibiano Fernandes                        | 13                 |
| Mayor cantidad de defensas titulares     | Bibiano Fernandes & Xiong Jing Nan       | 7                  |
| Racha de victorias más larga             | Rodtang Jitmuangnon                      | 12                 |
| Nocaut más rápido                        | Timofey Nastyukhin & Capitan Petchyindee | 0:06               |
| Sumisión más rápida                      | Dagi Arslanaliev                         | 0:26               |
| Nocaut más rápido en peleas titulares    | Brandon Vera                             | 0:26               |
| Sumisión más rápido en peleas titulares  | Marat Gafurov                            | 0:41               |

## Transmisión
Desde mayo de 2018, los eventos de ONE son transmitidos en vivo y gratis en su web oficial y en su canal de Youtube en países seleccionados.
El 27 de abril de 2022, ONE anunció un acuerdo de distribución de cinco años en Amazon Prime Video, con Amazon transmitiendo al menos 12 eventos al año en horario central en Estados Unidos y Canadá.
En Hispanoamérica los eventos en hora local de Singapur son transmitidos en Youtube y en la web oficial de ONE. Las carteleras en prime time en Estados Unidos son transmitidos a través del canal de Youtube de Marca Claro.
El 29 de septiembre de 2022, ONE anunció un acuerdo de múltiples años con BeIN Sports para transmitir los eventos de ONE Championship en el Oriente Medio y en Norte de África por primera vez. En adición a los eventos, el acuerdo incluye shows de resúmenes, además de contenido en redes sociales y digital. beIN Sports transmitirá los eventos de ONE a los 24 territorios de MENA con comentarios en inglés y árabe.